# Tom Clancy's Splinter Cell: Pandora Tomorrow
Tom Clancy's Splinter Cell: Pandora Tomorrow — це відеогра в жанрі стелс-екшна, розроблена Ubisoft Shanghai, в той час, як автори оригінального Splinter Cell займалися Splinter Cell: Chaos Theory. Pandora Tomorrow це друга частина серії Splinter Cell. Головного героя Сема Фішера озвучив актор Майкл Айронсайд. Музику для гри написав Лало Счіфрін.
Сем Фішер повинен зупинити харизматичного індонезійського військового лідера Сухаді Садоно, який бажає використовувати небезпечний біологічний вірус віспи проти США.
Pandora Tomorrow стала першою стелс-грою з мультиплеєрним режимом. На початку розробки гра називалася Shadow Strike.

## Сюжет
Індонезійські терористи на чолі з Сухаді Садао захопили посольство США в столиці Східного Тимору — Ділі. АНБ терміново викликає Сема Фішера і дає завдання — проникнути в захоплене посольство. Сема висаджують на узбережжі Ділі. Далі він має пройти через село, при цьому нікого не вбиваючи і не викликаючи тривог. Сем вдало з цим справляється і потрапляє в будівлю посольства, де вперше бачить Сухаді Саду. Завдання Фішера — допитати одного із заручників — Дугласа Шетланда. Сем вдало справляється з цим завданням і отримує комп'ютерні відомості маловивченою місцевою мовою. Щоб перевести їх, Сем вирушає в інший кінець посольства і показує їх перекладачці Інгрід Карлтсон, яка працювала в посольстві. І хоча абсолютної точності перекладу досягти не можливо, кілька слів вказують на криогенні лабораторії «Солньє Кріогенікс» у Парижі. Сем покидає територію посольства, у той час, як спецпідрозділи США починають штурм, і вирушає до Франції. Прибувши на місце, він виявляє, що в лабораторії стрімко замітають сліди свого перебування терористи на чолі із загадковим «Жертовним Пінгвіном». Під час розслідування, Сем знаходить єдиного вцілілого охоронця лабораторії, який встиг сфотографувати лідерку бойової групи. Вивчивши дані, АНБ встановило, що «Жертовний Пінгвін» — американський агент Норман Сот, який якраз перебуває в дорозі на швидкісному поїзді «Париж - Ніцца». Сем непомітно проникає в експрес, знаходить передбачуваного ватажка терористів і допитує його. Але розмова несподівано перериває дзвінком, на який Сотень відповідає і з якого стає зрозуміло, що він — подвійний агент і працює разом з Сухаді Садоно. Сотень усвідомлює, що його розкрито, і намагається усунути Фішера, але той, попередньо зламавши ноутбук «Жертовного Пінгвіна», швидко сходить з поїзда за допомогою вертольота АНБ. Ноутбук Сота вказав на його зв'язок з групою сирійських терористів, що базуються в Єрусалимі. Також АНБ стало відомо, що те, заради чого Сотень увірвався в «Солньє Кріогенікс», він нещодавно передав їм. Так що Сема перекидають до Ізраїлю і там він, за допомогою агента місцевої розвідки Шин Бет Далії Тал, виходить на підземне лігво терористів. Але незабаром Далія зраджує Сема, і той змушений її застрелити, щоб потім дивом уникнути пастки сирійців, добути інформацію і покинути Єрусалим живим. Під час місії встановлюється, що в Парижі Сотень був, щоб забрати винахід вчених «Солньє», яке дозволяло безпечне транспортування розробленого сирійськими терористами штаму віспи. Цей вірус є своєрідною "страховкою" для Садоно, чиє повстання Сотень використовує, щоб помститися США за завдані в минулому образи. Усвідомивши розмах цього плану, АНБ відправляє Сема в табір повстанців у джунглях Індонезії, щоб зрозуміти, як саме працює «страховка». З'ясовується, що кожен вечір Садоно робить дзвінок з кодовою фразою «Pandora Tomorrow», який через сервер таємницею підводному човні в о. Комодо передається по всіх місцях зберігання вірусу на території США. І, поки ці місця не визначені і всі штами не знешкоджені, знищення або захоплення Садоно неможливо. Втім, побувавши на вищезазначеної підводному човні, Сем передає в АНБ інформацію про всі можливі точках зберігання вірусу, які пізніше нейтралізуються агентами підрозділи Shadownet. 
Тепер настав час зайнятися лідерами цієї змови. Спочатку Сем проникає на захоплений індонезійська телецентр, де Садоно збирається виступити зі зверненням до нібито безпорадним США. Але, до того, як йому вдається це зробити, Фішер перебиває всіх людей у студії і вистачає Садоно, щоб пізніше передати його американським військовим. Сот в цей час готується до відчайдушного удару по Лос-Анджелеському аеропорту, плануючи розпорошити вірус через систему вентиляції. Але Фішер встигає саме вчасно, щоб зупинити його, нейтралізувати його помічників і знешкодити бомбу. Загроза минула, Сем йде з будівлі аеропорту назустріч заходу.

## Місії
- Американське посольство в Ділі, Східний Тимор. 28 березня 2006. Проникнути в посольство.
- Кріогенні лабораторії Саулніер, Париж, Франція. 30 березня 2006. Встановити особу глави найманців Садоно.
- Залізниця Гесперію Париж — Ніцца, Франція. 2 квітня 2006. Зустріти Нормана Сота.
- Ринок у районі Геула, Єрусалим, Ізраїль. 5 квітня 2006. Визначити біологічну речовину.
- Завод з очищення героїна, Кунданг, Індонезія. 12 квітня 2006. Перехопити переговори Садоно.
- Корабельня Комодо, Комодо, Індонезія. 18 квітня 2006. Проникнути на підводний човен.
- Незалежне телебачення Індонезії, Джакарта, Індонезія. 20 квітня 2006. Захопити Сухаді Садоно
- Міжнародний аеропорт, Лос-Анджелес, Каліфорнія, США. 23 квітня 2006. Нейтралізувати Сота і останній контейнер з вірусом 133

## Ігровий процес
Геймплей Pandora Tomorrow мало відрізняється від першої частини серії. Сем отримав у своє розпорядження пістолет з лазерним прицілом, який стріляє набагато точніше, ніж у Splinter Cell. Сем навчився відкривати двері поки тягне тіло ворога. Для подолання відкритих проходів непоміченим Сем отримав можливість, яка називається SWAT Turn. Крім цього він навчився робити split jump на половину. PS2 і GC версії отримали один бонусний рівень у джунглях. GameCube не володіє режимом мультиплеєра.

## Мультиплеєр
Найбільш значною відмінністю Pandora Tomorrow від першої частини є мультиплеєр. Мультиплеєр являє собою битви між найманцями Argus і шпигунами Shadownet. Гра за найманців аналогічно шутеру від першої особи. Гра за шпигунів більше схожа на синглплеєр Pandora Tomorrow. Хоча найманці володіють набагато більшою вогневою міццю, шпигуни уміють ховатися в тіні і непомітно усувати найманців одного за іншим. Максимальна кількість гравців в мультиплеєрі обмежена 4.

### Режими гри
- Нейтралізація — шпигуни повинні деактивувати бомбу з вірусом ND133. Найманці повинні перешкоджати цьому.
- Витяг — шпигуни повинні відшукати ND133, витягнути з неї лампи і принести їх в точку вилучення. Найманці повинні відповідно перешкодити шпигунам.
- Саботаж — шпигуни мають встановити модем на стіну поряд з ND133. Коли таймер на модемі зупиниться ND133 буде нейтралізована. Найманці повинні перешкодити шпигунам зробити це.

### Сторони
Шпигуни
Шпигуни озброєні тільки приголомшуючим зброєю, тому вони повинні орієнтуватися на скритність і спецприлади, які дають перевагу в певних умовах (на кшталт очок нічного бачення).
Найманці
Найманці добре озброєні, але практично не мають спецприлади, як шпигуни. Все їх озброєння орієнтоване на миттєве знищення супротивника.

## Оцінки
Xbox
- Metacritic — 93%
- Gamerankings — 92,3%
- Gamespot.com — 91/100
- Rotten Tomatoes — 9.4/10

PC
- Metacritic — 87%
- Gamerankings — 85,4%
- Rotten Tomatoes — 9/10

PS2
- Metacritic — 87%
- Gamerankings — 86,4%
- Rotten Tomatoes — 8.4/10

GameCube
- Metacritic — 78%
- Gamerankings — 80,6%
- Rotten Tomatoes — 7.7/10

Game Boy Advance
- Metacritic — 68%
- Gamerankings — 68%
- Rotten Tomatoes — 6.9/10

## Цікаві факти
- У місії Париж — Ніцца у вагоні, де прослуховуємо розмова Сота лежать журнали, на обкладинках яких зображений герой гри Prince of Persia: The Sands of Time.
- В одному з заставну роликів Ламберт п'є з кухля з емблемою виробників.
- У місії Кунданг можна знайти табло «Меню» з Splinter Cell Mission Pack, написаний російською.
- Якщо придивитися до телефону Садоно, коли він повідомляє код, то можна побачити той самий телефон з фотографією Нормана Сота, який показував Франсуа Колдебеф.
- На стоянці біля входу на телевізійну станцію можна помітити дві машини з номерами з автомобіля Гринько з першої частини. Також їх можна зустріти в місії LAX.
- У місії в Джакарті, Індонезії при досягненні певної частини рівня буде гриміти грім, і світити гроза. Весь гумор полягає в тому, що грім гримить тут трохи раніше, ніж гроза, хоча швидкість світла вища, ніж швидкість звуку, і повинно бути якраз навпаки.